# 埃茨莱本
埃茨莱本是德国图林根州的一个市镇。总面积6.14平方公里，总人口285人，其中男性145人，女性140人（2011年12月31日），人口密度46人/平方公里。